# Интервенция Турции в Ливию
Интервенция Турции в Ливию — это военное вмешательство Турции в гражданскую войну в Ливии.
Вмешательство Турции постепенно ухудшало ситуацию для Вооружённых сил Ливии, особенно в апреле-мае. Турция повлияла на успешное наступление войск Фаиза Сараджа, которое привело к восстановлению контроля над границей с Тунисом и захвату авиабазы Аль-Ватия, городов Сабрата, Сурман и Аль-Аджайлат. Противодействие правительству Триполи усилилось, и само продвижение отрядов Вооружённых сил Ливии остановилось. Протурецкие СМИ сообщили, что это также было вызвано неспособностью национальной армии взять столицу, а политолог и востоковед Карина Геворкян объяснила это нежеланием Хафтара увеличивать жертвы среди гражданского населения и разрушать город.

## Предыстория
28 ноября 2019 года Турция и правительство национального согласия Ливии подписали меморандум о сотрудничестве, в том числе в военной сфере. Другой документ расширил морские границы Турции до побережья Дерны и Тобрука. Президент Турции Эрдоган одобрил его 26 декабря и в тот же день заявил, что в январе он обратится к парламенту за разрешением ввести войска в Ливию. Это произошло на фоне гражданской войны и наступления в Триполи войск фельдмаршала Хафтара, которого поддерживает соперник правительства национального согласия в борьбе за власть в стране — Палата представителей. А с весны 2019 года Турция усилила поддержку сил, лояльных правительству национального согласия. Турецкое руководство предоставило им военную технику, беспилотные летательные аппараты, а, по данным Ливийской национальной армии Х. Хафтара, в Ливии действовали турецкие военные советники. 27 декабря правительство Фаиза Сараджа обратилось к Турции с официальной просьбой о военной помощи.
4 января 2020 года Халифа Хафтар объявил о массовой мобилизации в стране для «изгнания иностранных сил» в ответ на планы турецких властей отправить войска в Триполи. Он призвал ливийцев забыть о разногласиях, «объединиться и взяться за оружие», чтобы «защитить землю и честь». Командующий национальной армией обвинил президента Турции Реджепа Тайипа Эрдогана в стремлении возродить «османское владычество» в Ливии и назвал возможное столкновение «битвой с колонизаторами».

## Интервенция

### Январь
5 января 2020 года Эрдоган заявил, что турецкие военные направляются в Ливию. По словам президента, их будет координировать Правительство национального согласия. По сообщениям СМИ, речь идёт о военной, воздушной, наземной и морской поддержке для отражения Ливийской Национальной Армии. Направление войск в Ливию одобрено парламентом Турции. Первые отряды ВС Турции для поддержки армии Фаиза Сараджа прибыли в Триполи 8 января.
28 и 29 января, по данным телеканала «218», турецкие военные высадились недалеко от Триполи с двух боевых кораблей, ещё один привёз оборудование. Портал «Ахмар Ливия» со ссылкой на источники сообщил о доставке боеприпасов и оборудования на базу ВВС в центре ливийской столицы. Ранее радио Sputnik сообщало, что президент Франции Макрон обвинил Эрдогана в нарушении «обещания» по Ливии.

### Февраль
5 февраля ливийские социальные сети сообщили со ссылкой на официального представителя армии Хафтара Ахмада аль-Мисмари, что Турция якобы начала отправлять иракских боевиков в Триполи. Ранее было подтверждено, что Анкара перебрасывает вооружённые отряды сирийской оппозиции в Ливию.
18 февраля войска фельдмаршала Хафтара выпустили две ракеты по порту Триполи, убив трёх мирных жителей. В сети тем временем были опубликованы спутниковые снимки места нападения на турецкое судно в порту Триполи, на котором, по данным Ливийской Национальной армии, находилось оружие и боеприпасы. По данным «Аль-Арабия», эскалация конфликта в гавани привела к экстренной эвакуации нефтяных танкеров Ливийской национальной нефтяной корпорации (NOC). Их отгрузка была отменена после того, как снаряды упали в нескольких метрах от одного из танкеров. Кроме того, вечером 18 февраля армия Хафтара сообщила об уничтожении беспилотника на юге Триполи. Предположительно, самолёт направился к позициям ЛНА в ответ на атаку порта.
22 февраля «Аль-Арабия» со ссылкой на другие источники сообщила, что 18 февраля в порту Триполи в результате обстрела корабля Ливийской национальной армии были убиты три турецких офицера и их сирийский переводчик. Информацию подтвердил президент Эрдоган.
29 февраля генерал-майор ЛНА Ахмад Мисмари подтвердил, что армия Хафтара сбила шесть турецких беспилотников при отражении атаки противника.

### Март
В марте турецкие военные обосновались в районах Митига и Мисурата. При поддержке войск Сараджа турки применили системы ПВО, РЛС и артиллерию. Сама Мисурата стала оплотом для накопления военных ресурсов. Это побудило Хафтара к активным действиям против врага в этих районах. 12 марта пресс-секретарь Ливийской национальной армии Мисмари сообщил на своей странице в Facebook, что было уничтожено несколько единиц иностранной, в основном турецкой, военной техники, принадлежащей Правительству национального согласия. Техника была уничтожена в боях под Мисуратой, где находилась турецкая авиабаза. Артиллерия и авиация Ливийской национальной армии уничтожили турецкий радар KALKAN на авиабазе Мисурата, недалеко от деревни Абу-Грейн — 107-мм реактивная установка залпового огня, три платформы для перевозки пулемётов, склад боеприпасов, на территории лётного училища Мисурата — турецкие зенитно-ракетные комплексы SkyGuard и Oerlikon, а также реактивные системы залпового огня 177-мм «Тип-53» китайского производства. Мисмари отметил, что оружие было уничтожено благодаря разведке, операция по уничтожению оружия к востоку от Мисураты продолжается.
15 марта Ливийская национальная армия нанесла удар по аэродрому Митига, уничтожив, как утверждается, несколько турецких солдат. Самолёт также поразил Мисурату, уничтожив «всё, что приравнивается к турецкому присутствию», включая военные склады. Кроме того, как сообщает пресс-служба ЛНА, армия вошла в несколько районов Триполи, но выполняет перемирие, а операции проводятся только в ответ на провокации со стороны сил Правительства национального согласия. Однако ЛНА распространила заявление о том, что Турция перебрасывает в Ливию боевиков из ИГИЛ и Джебхат ан-Нусра общим числом две тысячи человек. Ещё 7,5 тысяч сирийских боевиков находятся в Триполитании. По данным ЛНА, в стране находится около 1000 офицеров и турецких военных специалистов, при этом Анкара устанавливает в Ливии радиолокационные станции и ракетные системы, чтобы перебросить ещё 6500 боевиков из Сирии. Они также зафиксировали бегство 190 турецких наёмников в Европу. Всё это заявление, за исключением источников в армии Хафтара, пока не подтверждено.
18 марта, по данным 128-го пехотного батальона ЛНА, была проведена успешная операция по уничтожению наблюдательных пунктов турецких и сирийских боевиков.
26 марта турецкие военные и сторонники Правительства национального согласия, по данным Sham Center, смогли захватить стратегическую военную базу Аль-Ватир, где помимо ЛНА якобы базировались наёмники российской ЧВК Вагнер. Турция применила ударные дроны и разгромила оборону войск Хафтара. После этого наёмники, в том числе российские солдаты, бежали, бросив технику и оружие. Протурецкие силы захватили трофеи в виде десятка танков и 6 российских самолётов. Также якобы попал в плен один российский наёмник.
Как позже выяснилось, штурм базы произошёл из соседнего Туниса.
31 марта подразделения маршала Халифы Хафтара заявили, что им удалось сбить турецкий ударный беспилотник Bayraktar TB2.

### Апрель
6 апреля ВВС Ливийской Национальной армии объявили об уничтожении турецкого беспилотника и склада оружия в районе Бугрейн в Мисурате.
В ночь с 6 на 7 апреля произошёл ряд крупных атак БПЛА войск Сараджа и его турецких союзников на ЛНА. Сначала, в 23:26, дроны ВС Турции разбомбили три машины с боеприпасами Хафтара возле Бени-Валида. В 23:35 около Сирта якобы были убиты 20 наёмников ЧВК «Вагнер». Русские бойцы были уничтожены в сопровождении военной колонны и грузовиков с боеприпасами, а также бензовозов. В ответ на это в 23:44 ЛНА выпустила более 20 ракет «Град» по больнице Аль-Хадрах в Триполи. Большая часть повреждений внутри больницы приходится на отделение интенсивной терапии новорождённых и родильное отделение. В 23:58 беспилотники Сараджа атаковали вражеский конвой в Бени-Валиде, попав в погрузчик, буксировавший хафтаровский Т-55. Сообщается, что по меньшей мере два десятка вагнеровцев были убиты. Затем в 0:12 дроны взорвали топливные баки.
18 апреля стало известно, что отряды Правительства национального согласия начали обстрел Тархуны, о чём в соцсетях сообщили жители города близ Триполи. Мирные жители слышали звуки сильного артиллерийского огня. Кроме того, в небе над местом вооружённой провокации были замечены ВВС Турции. Накануне сторонники ливийского Правительства национального согласия совместно с турецкими войсками на основе «учений» нанесли импровизированный удар с истребителями по аль-Вишке. Эта акция вызвала возмущение мирового сообщества. Власти Турции попытались оправдать удар заключённым в 2019 году соглашением о морских границах.
20 апреля генерал-майор Ливийской национальной армии Ахмад Мисмари заявил, что Турция готовится вторгнуться в Ливию с помощью истребителей F-16. Учения по этой операции уже прошли в Средиземном море, сообщает Национальная оборона Греции.
22 апреля несколько бойцов армии Хафтара были захвачены недалеко от авиабазы Аль-Ватиах, а командир 134-й бригады ЛНА полковник Омар Зентани был убит в результате атаки турецкого беспилотника в том же районе.
23 апреля Сирийский наблюдательный центр по правам человека (SOHR) сообщил, что Турция вербовала боевиков Исламского государства в Ливию. Об этом заявил глава SOHR Рами Абд ар-Рахман. А телеканал Аль-Арабия получил список из 28 имён боевиков ИГ, которые сейчас находятся в рядах армии Правительства национального согласия.
В тот же день турецкие СМИ заявили о поддержке ЛНА США. При этом Вашингтон официально поддерживает их оппонента — правительство национального единства Ф. Сараджа. Турецкая газета Aydınlık пишет, что контакты основаны на борьбе с терроризмом в Африке, но на самом деле спецслужбы США тренируют боевиков Хафтара. Взаимодействие ЛНА с США осуществляется через авиабазу Бенин в Бенгази — она находится под контролем американских военных. По словам Aydınlık, на объекте размещена оперативная группа ЦРУ для проведения антитеррористической деятельности на территории ЛНА в Ливии. В частности, в совместных операциях участвуют 106-я бригада и 155-й батальон. Кроме того, к востоку от Бенгази американские военные создали тренировочный лагерь, в котором, по сути, тренируется армия Хафтара. Источники турецкой газеты уверены, что военные из ЛНА готовятся к наступлению на Триполи, что представляет угрозу для Правительства национального согласия и союзной ему Турции.
29 апреля (с двух до пяти часов ночи) турецкие беспилотники, ВВС и артиллерия УНА атаковали ряд позиций Хафтара к югу от Триполи и Бени-Валида, уничтожив шесть единиц техники, предположительно принадлежавших российской ЧВК «Вагнер».

### Май
5 мая армия правительства национального единства и турецкие беспилотники атаковали ряд военных объектов ЛНА в районе Тархуны. Однако, по некоторым данным, нападениям подверглись гражданские грузы, проходящие через территории, охраняемые национальной армией Хафтара. Сообщалось, что машина с курятиной сгорела, водителю чудом удалось спастись от удара. 9 мая, как сообщает «Аль-Арабия», глава турецкой разведки Хакан Фидан посетил Ливию в начале этого месяца, чтобы собрать данные о ситуации в стране. По данным Федерального агентства новостей, глава Национальной разведывательной организации Турции прибыл с визитом в составе делегации, в которую входил глава зарубежных представительств министерства.
18 мая стало известно, что отряды, лояльные правительству Триполи, заняли авиабазу Аль-Ватия, уничтожив десятки наёмников, большое количество техники и вооружения, в том числе ещё два ЗРПК «Панцирь» российского производства. Фаиз Сарадж лично сообщил о взятии объекта. Отмечается, что операция была поддержана турецкими войсками. Эта база имела большое стратегическое значение для Хафтара: она использовалась в операции ЛНА по захвату Триполи.
По состоянию на 20 мая сообщалось, что всего было уничтожено 8-9 «ЗРПК», в основном турецкими беспилотниками.

### Июнь
8 июня несколько истребителей МиГ-29 Хафтара нанесли авиаудар по колонне бронетехники ВС Турции и сараджистов, пытавшейся захватить Сирт. Отмечается, что военную колонну сопровождали несколько сотен боевиков.  Предположительно, боевой самолёт нанёс несколько ударов по колонне. Ещё Ливийская национальная армия сбила турецкий беспилотник к западу от Сирта.
25 июня в 14 или 17 часов силы Сараджа при поддержке Турции нанесли удар по авиабазе Джуфра (Аль-Джуфра), где дислоцировалась военная авиация. Сообщается, что часть самолётов были уничтожены. Затем в 18:46 произошла атака дронов.

### Июль
5 июля турецкие системы ПВО на авиабазе Аль-Ватия подверглись бомбардировке. По данным турецких СМИ, атаку осуществили ВВС ОАЭ.
8 июля в Твиттере появилась информация об ударе турецких ВВС по позициям ЛНА в районе Эль-Джуфры. Сообщается о нескольких десятках раненых.

### Август
12 августа ВВС Ливийской Национальной армии подвергли бомбардировке колонну поддерживаемых Турцией наёмников в районе залива Вади к западу от Сирта. Согласно источникам ЛНА, группа пыталась проникнуть в город, но он был разрушен, без каких-либо данных о количестве участников или потерях.

## Послевоенная ситуация
9 декабря официальный представитель Ливийской национальной армии Ахмед аль-Мисмари заявил, что «никто не объявил о прекращении битвы» между их войсками и Турцией, и что прекращение огня между войсками Хафтара и формированиями Правительства национального согласия было достигнуто «из уважения к усилиям международного сообщества, дружественных стран и стремления ливийцев положить конец войне». Аль-Мисмари отметил, что президент Турции Реджеп Тайип Эрдоган «никогда не переставал отправлять оружие в Ливию». По его словам, турецкое судно, которое было перехвачено военно-морскими силами ЛНА в начале этого месяца, находилось в «закрытой зоне», и реакция МИД Турции на законные действия представителей Хафтара у ливийского побережья содержала «неприемлемое высокомерие».
22 декабря турецкий парламент продлил пребывание военных в Ливии ещё на 18 месяцев, несмотря на объявленное в октябре при посредничестве ООН прекращение огня в Ливии. Соглашение предусматривало вывод иностранных войск и наёмников в течение трёх месяцев. В ответ, выступая 24 декабря на церемонии, посвящённой 69-й годовщине независимости страны, Халифа Хафтар открыто пригрозил Правительству национального согласия новой войной.
В марте 2021 года во время своего визита в Анкару новоизбранный премьер-министр Абдель Хамид Мохаммед Дбейба призвал Реджепа Тайипа Эрдогана вывести из Ливии как турецких солдат, так и сирийских наёмников, лояльных туркам. Прямого ответа с обещаниями на такой шаг ливийский политик не получил. Эрдоган ограничился заверениями в поддержке нового ливийского руководства. В то время, по данным ООН, в стране находилось 20 тысяч иностранных солдат, наёмников и добровольцев, в основном из Турции, Сирии, России, Ирака и других стран. Под их контролем находились десять военных баз.

## Международная реакция
- Европейский союз. Осудил размещение турецких войск в Ливии, и вместе с министрами иностранных дел Италии, Франции, Германии и Великобритании 7 января глава внешнеполитического ведомства ЕС Жозеп Боррель призвал к немедленному прекращению огня в Триполи и вокруг него[32].
- Кипр. Попытался объединить другие страны региона против Турции и совместно взять под контроль морские границы Ливии[33].
- Египет. Как союзник правительства Тобрука, он осудил сделку 28 ноября[34], а министр иностранных дел Самех Шукри объявил её незаконной в совместном заявлении от 5 декабря с министром иностранных дел Франции Жан-Ивом Ле Дрианом[35].
- Франция. Министр иностранных дел Франции Жан-Ив Ле Дриан денонсирует соглашение между Анкарой и Триполи в совместном заявлении с министром иностранных дел Египта[35].
- Греция. Страна выслала посла Ливии из Афин от Правительства национального согласия и направила в ООН два письма протеста по поводу подписанного соглашения, которое Греция расценила как нарушение своего суверенитета и угрозу стабильности региона[36].
- Израиль. Исполняющий обязанности министра иностранных дел Израиля И. Кац заявил о несогласии с морской границей между Анкарой и Триполи и подтвердил, что, согласно официальной позиции Израиля, сделка была незаконной, отметив при этом, что Израиль не хочет конфликта с Турцией[37].
- Тунис. Сначала отклонил просьбу Турции использовать его территорию для военного транспорта, но позже стало известно, что страна стала плацдармом для атаки на базу «Аль-Ватиа»[38].
- Ливия. Палата представителей Ливии, которая в конце 2019 года контролировала подавляющее большинство ливийских территорий, а также большинство нефтяных месторождений Ливии[39], выступила против соглашения, подписанного между Турцией и Правительством национального согласия, которое расширяет морские границы Турции до побережья Дерны и Тобрука. 22 декабря Ливийская национальная армия правительства Тобрука захватила турецкий корабль, который вошёл в воды под её контролем[40], но на следующий день отпустила его.